# Userkaf-Pyramide
Die Userkaf-Pyramide ist die erste Pyramide der 5. Dynastie und wurde als Grabmal des Königs (Pharao) Userkaf in Sakkara in unmittelbarer Nähe der Djoser-Pyramide errichtet. Mit dieser Pyramide beginnt eine neue Phase des Pyramidenbaus im Alten Reich, wobei die gewaltigen Monumentalbauten der 4. Dynastie durch deutlich kleinere Grabbauten ersetzt wurden. Sie hat heute einen stark verfallenen Charakter und ihr Unterbau ist nicht zugänglich.

## Erforschung
Karl Richard Lepsius katalogisierte die Pyramide in seiner Liste der Pyramiden unter der Nummer XXXI, erforschte sie jedoch nicht näher.
Im Jahre 1831 entdeckte der italienische Ägyptologe Orazio Marucchi den Eingang zur Pyramide, der sich jedoch nicht auf der nördlichen Pyramidenseite, sondern im nördlichen Hof befindet. Das Innere der Pyramide wurde 1839 zum ersten und bislang einzigen Mal von John Shae Perring erforscht, der dafür einen bereits vorhandenen Grabräuber-Tunnel nutzte. Perring kannte den tatsächlichen Erbauer der Pyramide noch nicht und schrieb sie Djedkare zu. Nach Perrings Untersuchung wurde der Zugang wieder verschüttet und blieb bis heute unzugänglich. Erst Cecil M. Firth konnte 1928 Userkaf als Erbauer bestimmen. Nach Firths Tod im Jahre 1931 ruhten die Forschungsarbeiten bis zur Wiederaufnahme durch Jean-Philippe Lauer im Jahre 1948. Lauers Arbeiten dauerten bis 1955 an. Ali el-Choli führte 1970 weitere Forschungsarbeiten am Komplex durch.
1991 wurde der Eingang zur Pyramide bei einem Erdbeben verschüttet.

## Bauumstände

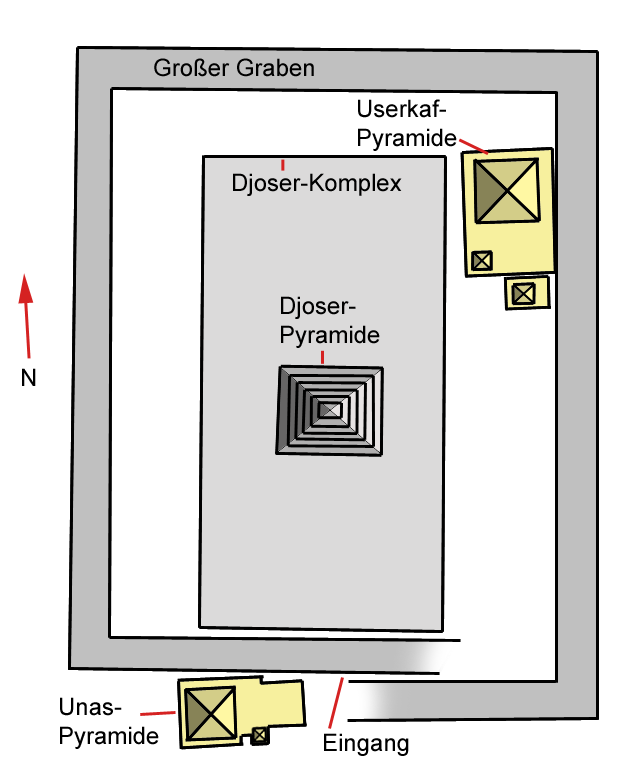
Lage der Userkaf-Pyramide im Zwischenraum zwischen Djoser-Pyramide und dem großen Graben

Mit König Userkaf (2500 bis 2490 v. Chr.) begann die 5. Dynastie. Als wahrscheinliche Mutter des Userkaf gilt Chentkaus I., Gattin des Schepseskaf. Diese errichtete ihr Grab in der Nekropole der 4. Dynastie in Gizeh, nördlich des Taltempels der Mykerinos-Pyramide. Userkaf hingegen kehrte zur alten Nekropole von Sakkara zurück.
Mit dem Bau der Userkaf-Pyramide kehrten die ägyptischen Herrscher wieder zur Pyramide als Grabmal zurück, nachdem Userkafs Vorgänger Schepseskaf und die vermutlich regierende Königin Chentkaus I. in einer Riesenmastaba bzw. in einem stufenmastabaartigen Grab bestattet wurden.
Userkaf wählte die unmittelbare Nähe der Djoser-Pyramide als Ort für sein Grabmal. Dazu nutzte er den schmalen Zwischenbereich zwischen der Umfassungsmauer des Djoser-Komplexes und des den Komplex umgebenden großen Grabens als Standort. Der große Graben war vermutlich zu dieser Zeit bereits aufgefüllt, bot aber keinen soliden Untergrund zur Bebauung, was dazu führte, dass der Komplex des Userkaf einige Besonderheiten in der Ausführung aufwies.
Eine Ursache der geänderten Prioritäten des Pyramidenbaus könnte auf den erstarkenden Sonnenkult von Heliopolis zurückzuführen sein. Mit Userkaf begannen eine Reihe von Herrschern, zusätzlich zu ihren Pyramiden jeweils auch  monumentale Sonnentempel zu bauen, die einen ähnlichen Komplex wie die Pyramiden, bestehend aus Taltempel, Aufweg und oberem Heiligtum, aufwiesen. Userkaf errichtete in Abusir sein Sonnenheiligtum.
Die Ausrichtung des Pyramidenkomplexes des Userkaf nach Norden war deutlich genauer als die des angrenzenden Djoserbezirks, so dass die beiden Pyramidenbezirke einen Winkel von etwa 4° zueinander aufwiesen.

## Die Pyramide

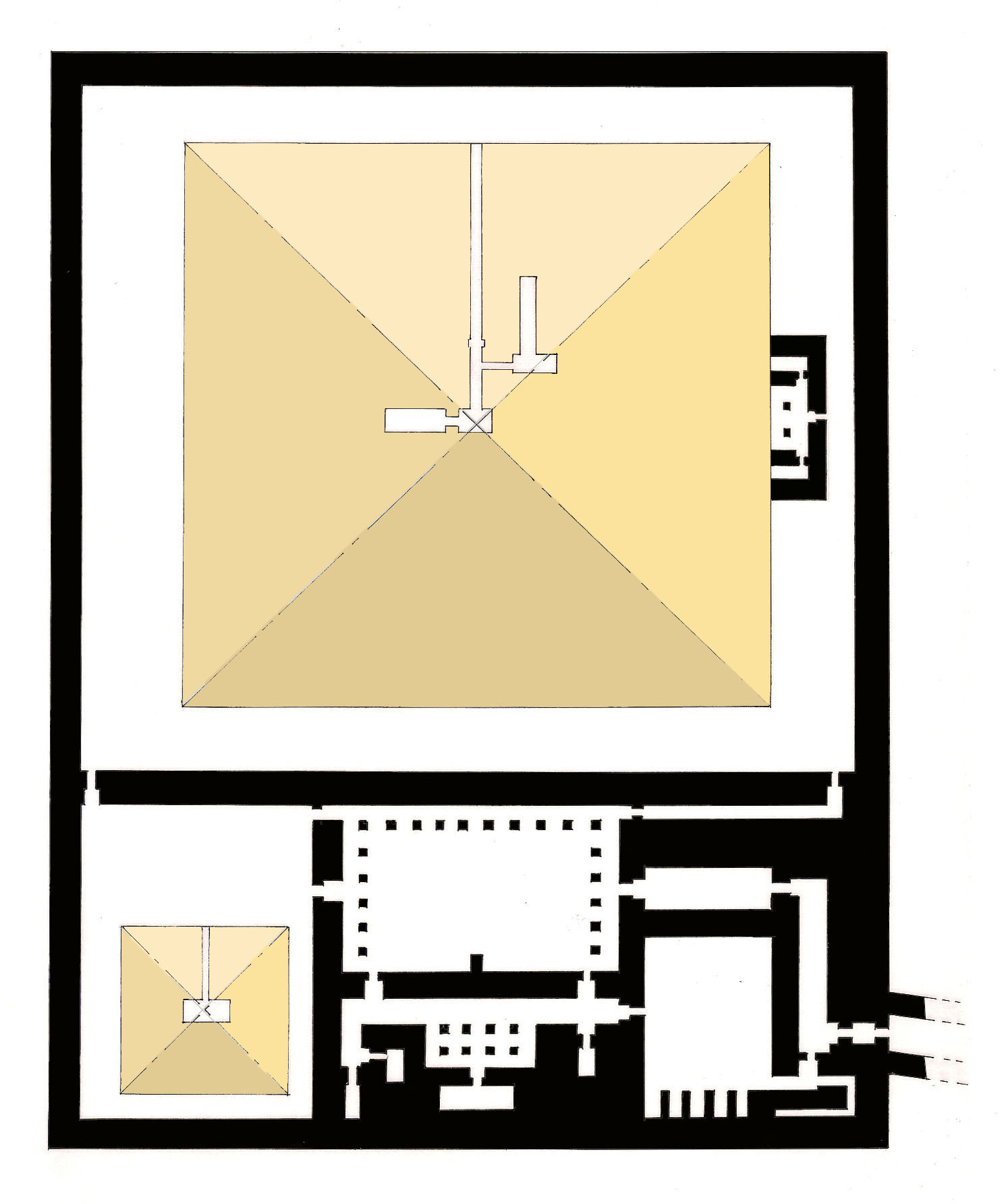
Grundriss des Pyramidenkomplexes

An der Nordostecke der Djoser-Pyramide entstand Userkafs Grabkomplex mit dem Namen „Rein sind die (Kult-)Stätten des Userkaf“. Der Pyramidenkörper wurde nach der in einer offenen Grube erbauten Substruktur errichtet. Die Pyramide hatte ursprünglich eine Basislänge von 73,3 m und war bei einem Neigungswinkel von etwa 53° ursprünglich 49 m hoch. Die Neigung hat einen Rücksprung von 21 Finger auf eine Elle. Das sind 5,25 Seked und entspricht somit der Neigung der Chephren-Pyramide. Der Kern war mit grob behauenen Blöcken aus lokalem Kalkstein in horizontalen Lagen errichtet. Dies bedeutete eine deutliche Arbeitsersparnis zu den deutlich genauer behauenen Kernsteinen der Pyramiden der 4. Dynastie. Ob der Kern eine Stufenstruktur aufwies, ist nicht sicher festzustellen. Dieser Kern deutlich geringerer Qualität war jedoch auch mit einer sauber gearbeiteten Verkleidung aus feinem Tura-Kalkstein versehen, so dass der optische Eindruck des Bauwerks nicht hinter dem der Vorgängerbauten zurückbleiben musste. Eine Rosengranitverkleidung des unteren Pyramidenbereichs, wie bei der Mykerinos-Pyramide, gab es hier nicht.
Nachdem jedoch der Verkleidungsmantel im Laufe der Jahrtausende Opfer des Steinraubs geworden war, konnte der lose gebaute Kernbereich den erodierenden Einflüssen weit schlechter widerstehen als die Kerne der älteren Pyramiden, was den heute stark ruinösen Charakter der Pyramide erklärt.

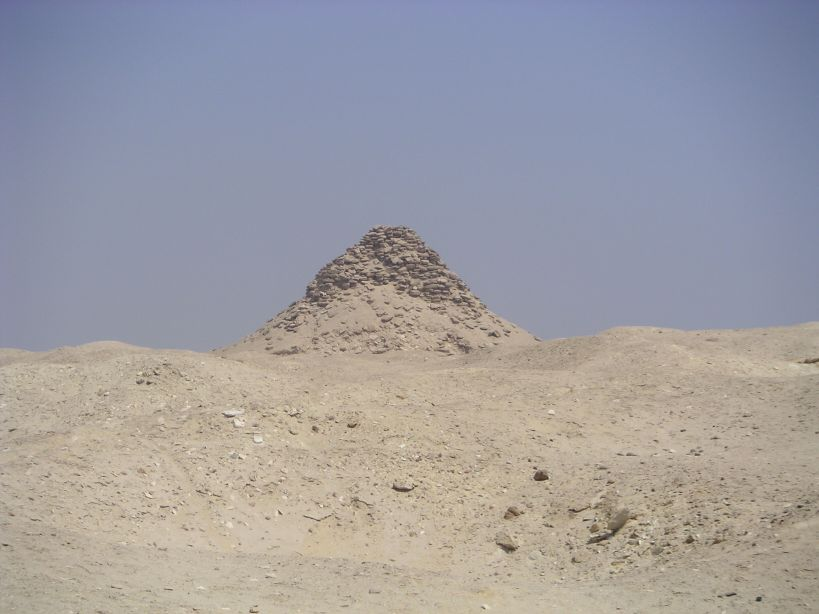
Userkaf-Pyramide
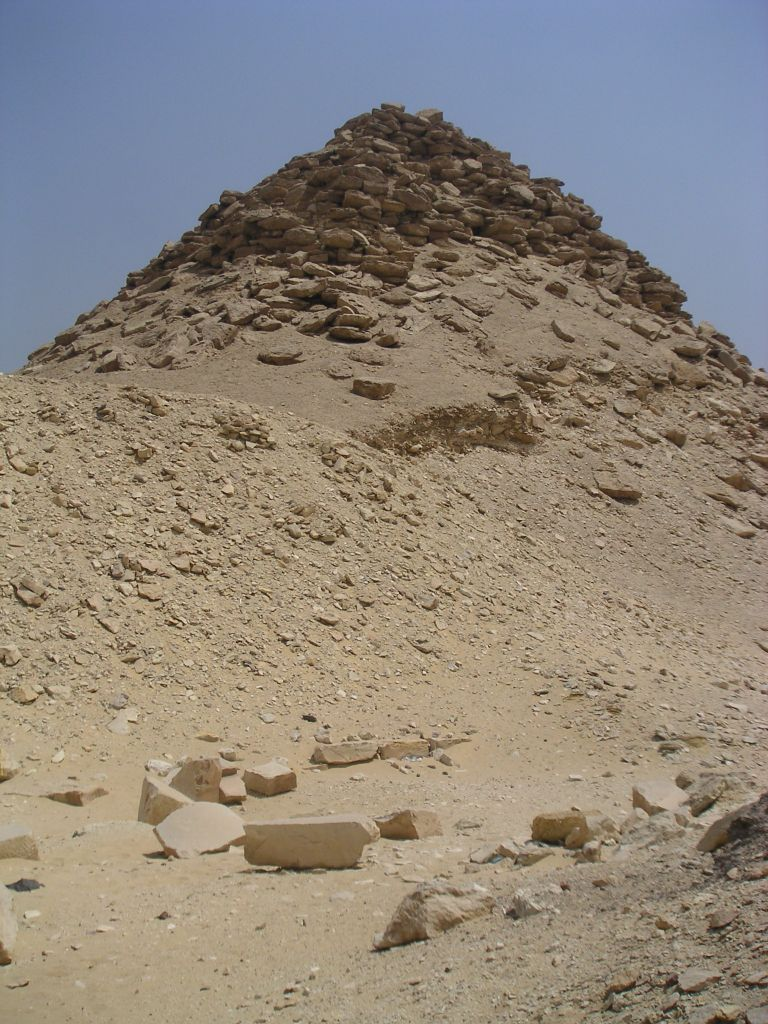
Südwest-Bereich der Userkaf-Pyramide
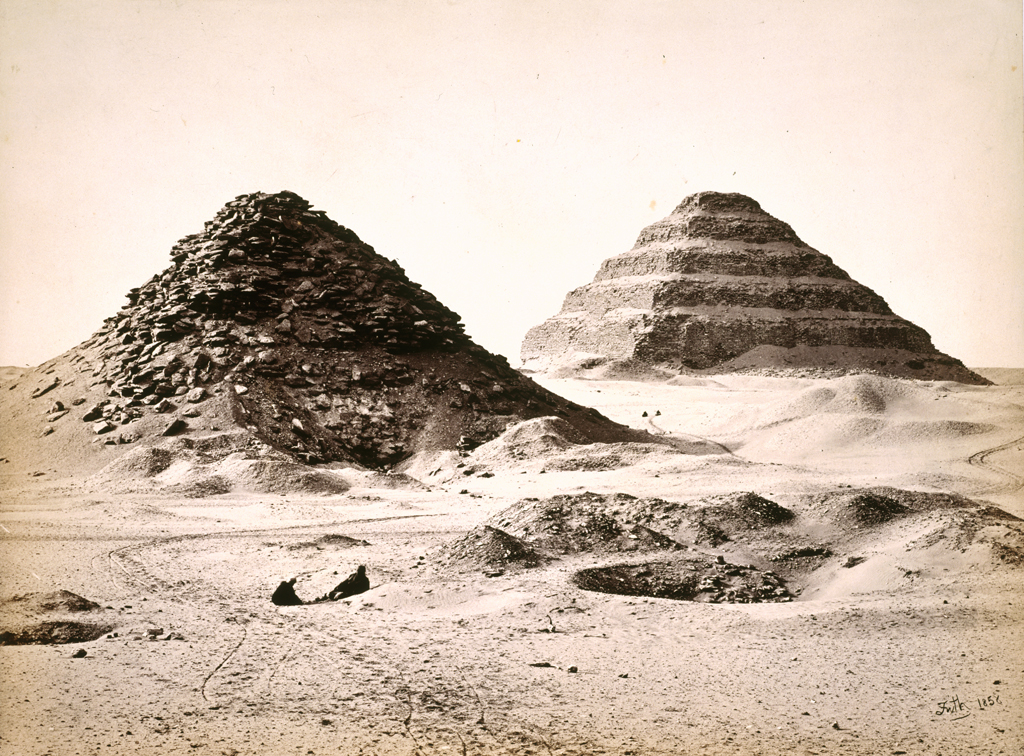
Nordseite der Userkaf-Pyramide. (1858) Im Hintergrund die Djoser-Pyramide

## Die Substruktur

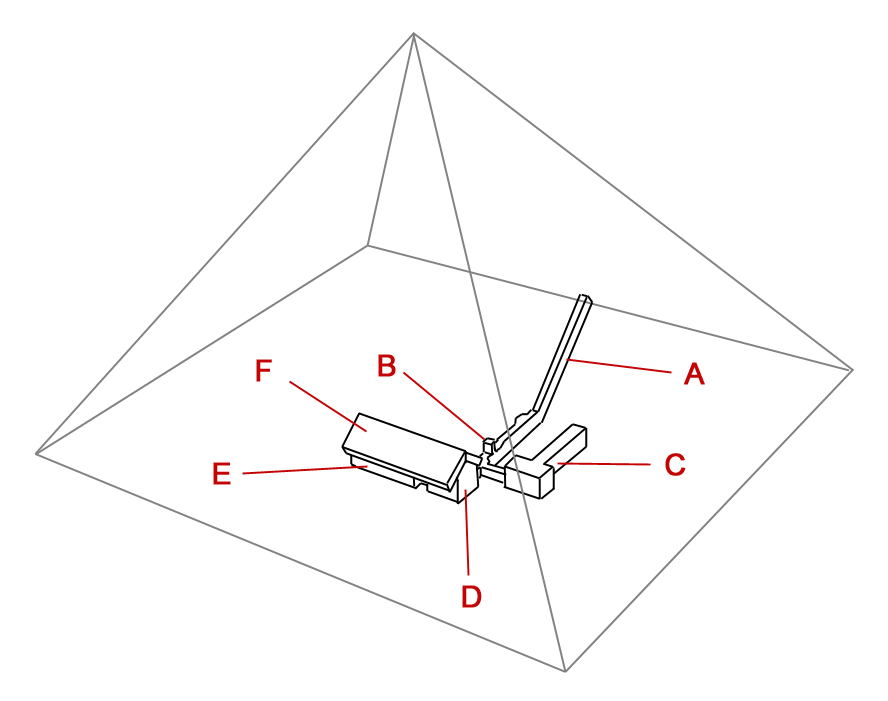
Substruktur der Userkaf-Pyramide
A = Absteigende Passage, B = Fallsteinsperre, C = Magazinkammer, D = Vorkammer, E = Grabkammer, F = Giebeldachsteine

Die Substruktur wurde in einem tiefen, offenen Graben erbaut, bevor der Pyramidenkorpus errichtet wurde. Der Eingang liegt im Norden vor der Pyramide, nicht in der Pyramidennordwand wie bei den Pyramiden der 4. Dynastie. Von dort führt ein 18 m langer, granitverkleideter Gang abwärts, bis er dort etwa 8 m unter der Pyramidengrundfläche in einen waagerechten Gang übergeht. Im waagerechten Gang befindet sich eine einzelne Fallsteinsperre aus Granit.
Hinter der Sperre zweigt ein Gang nach Osten ab und führt zu einer T-förmigen Magazinkammer. Dies ist der einzige Fall in der 5. und 6. Dynastie, dass sich eine derartige Magazinkammer im Unterbau einer Pyramide befindet.
Von der Abzweigung nach Süden führt der Gang zur Vorkammer, die sich direkt unter der Pyramidenmitte befindet. Die Vorkammer ist in ost-westlicher Richtung orientiert und mündet im Westen in die eigentliche Grabkammer, die die gleiche Höhe und Breite wie die Vorkammer aufweist, aber länger ist. Am westlichen Ende der Grabkammer fanden sich einige Fragmente eines Sarkophags, der sich ursprünglich in einer leichten Vertiefung befunden hatte. Die Kammern sind mit feinem Tura-Kalkstein ausgekleidet, wobei der Fußboden Opfer von Steinraub geworden war. Aus dem gleichen Material bestehen auch die dicken Blöcke des Giebeldachs der beiden Kammern.

## Der Pyramidenkomplex

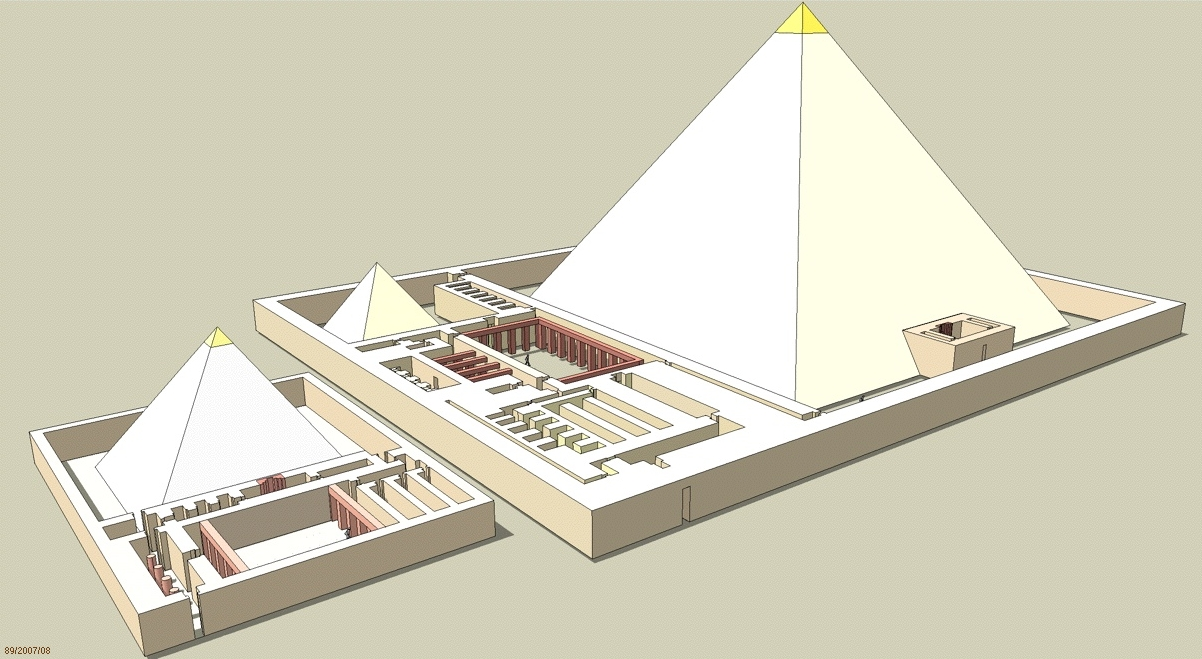
Rekonstruktion des Pyramidenkomplexes mit der Königinnenpyramide

Der rechteckige Pyramidenkomplex ist in nord-südlicher Richtung ausgerichtet, weist jedoch deutliche Abweichungen zur üblichen Anordnung der Pyramidenkomplexe auf. Obwohl die üblichen Elemente wie Totentempel, Kultpyramide, Einfriedung und Aufweg vorhanden sind, ist die Positionierung der Elemente verändert. Besonders fällt dabei die einmalige Verlegung des Totentempels auf die Südseite auf sowie die ansonsten nicht vorhandene Opferkapelle auf der Ostseite. Die Gründe dafür sind bislang nicht eindeutig geklärt. Eine Theorie vermutet religiöse Motive im Rahmen des Sonnenkults, während andere Theorien Platzgründe aufgrund der Lage zwischen dem Djoser-Komplex und dem diesen umgebenden großen Graben vermuten.
Der Taltempel am nilseitigen Ende des Aufwegs ist bis heute unentdeckt.
Eine kleine Nebenpyramide mit 21 m Seitenlänge befand sich innerhalb des Pyramidenkomplexes westlich des Totentempels, eine weitere mit 26 m Seitenlänge südlich außerhalb der Umfassungsmauer. Die Erstere gilt als Kultpyramide, die zweite als Grab für Userkafs Königin.

### Kultpyramide
In der südwestlichen Ecke des Komplexes befand sich direkt neben dem Totentempel eine kleine Kultpyramide von 21 m Basislänge. Die Seitenneigung entsprach mit 53° dem der Hauptpyramide. Die Position ist ungewöhnlich, da sich Kultpyramiden meist in der südöstlichen Ecke befanden.
Der Kern der Kultpyramide bestand, ähnlich dem der Königspyramide, aus grob behauenen Kalksteinblöcken und war in Stufen angeordnet. Davon sind lediglich die beiden untersten Stufen noch nachweisbar. Über dem Kern befand sich eine Verkleidung aus feinem Tura-Kalkstein.
Die Substruktur entspricht der typischen Kultpyramide und bestand aus dem Zugang von Norden, der zu einer T-förmigen Kammer hinabführte. Ein Sarkophag befand sich nicht in der Kammer. Die Kammer war wie die der Hauptpyramide in einem flachen, offenen Schacht knapp unter dem Umgebungsniveau angelegt.

### Totentempel

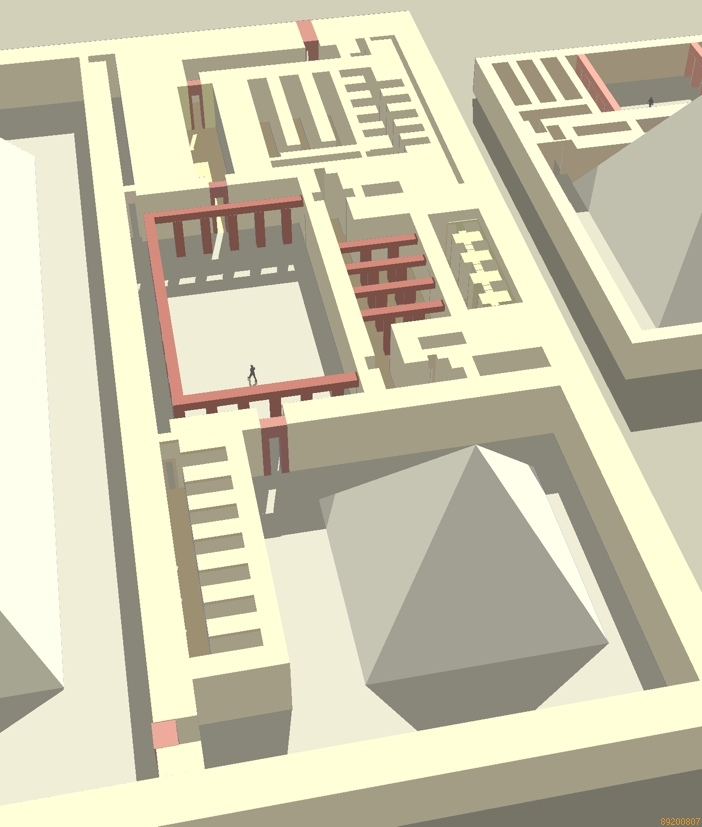
Rekonstruktion des Totentempels und der Kultpyramide (Ansicht von Westen)

Der Totentempel befand sich in diesem einmaligen Fall an der Südseite der Pyramide. Baumaterial war auch hier Kalkstein.
Der Eingang, der durch die Einmündung des Aufwegs gebildet wurde, befand sich an der Südwestecke des Komplexes. Der dahinter liegende Bereich des Tempels ist durch nachträglich errichtete Schachtgräber stark geschädigt. Offenbar gab es dort eine Eingangshalle in Form eines umgekehrten „L“, eine Treppe zur Dachterrasse sowie Lagerkammern. Die Eingangshalle mündete in einen offenen Pfeilerhof, dessen Boden mit Basalt gepflastert war. Mit Ausnahme der Südseite war der Hof mit Rosengranitpfeilern eingefasst, die mit Inschriften der Namen und Titel des Herrschers versehen waren. Auch waren über der Basaltverkleidung der Wände vielfältige und meisterhaft ausgeführte Reliefs angebracht, die sowohl Inschriften als auch Bilderszenen zeigen. Von diesen Reliefs verblieben nur Bruchstücke. Eines der Reliefs befindet sich im Ägyptischen Museum in Kairo (JE 56001).
An der Südmauer des Innenhofs befand sich eine etwa 5 m hohe Statue des Userkaf aus Granit. Der Kopf dieser ist nach der großen Sphinx die zweitälteste Monumentalstatue eines ägyptischen Herrschers und befindet sich heute im Ägyptischen Museum in Kairo (JE 52501). Userkaf ist mit Nemes-Kopftuch und Uräusschlange dargestellt.
Das innere Heiligtum des Tempels befand sich auf der Südseite und nicht, wie in anderen Totentempeln, an der der Pyramide zugewandten Seite. Der Zugang erfolgte von der Südseite des Hofs. Dieser Bereich bestand aus einem Pfeilersaal mit vier Paaren von Rosengranitpfeilern. Von dort gelangte man nach Süden in die Nischenkapelle, die drei (nach Herbert Ricke) oder fünf (nach Jean-Philippe Lauer) Nischen mit Herrscherstatuen aufwies. In diesem inneren Bereich des Tempels fehlte jedoch die Opferkapelle, die als eigenes Gebäude an der Ostseite der Pyramide ausgelagert war.

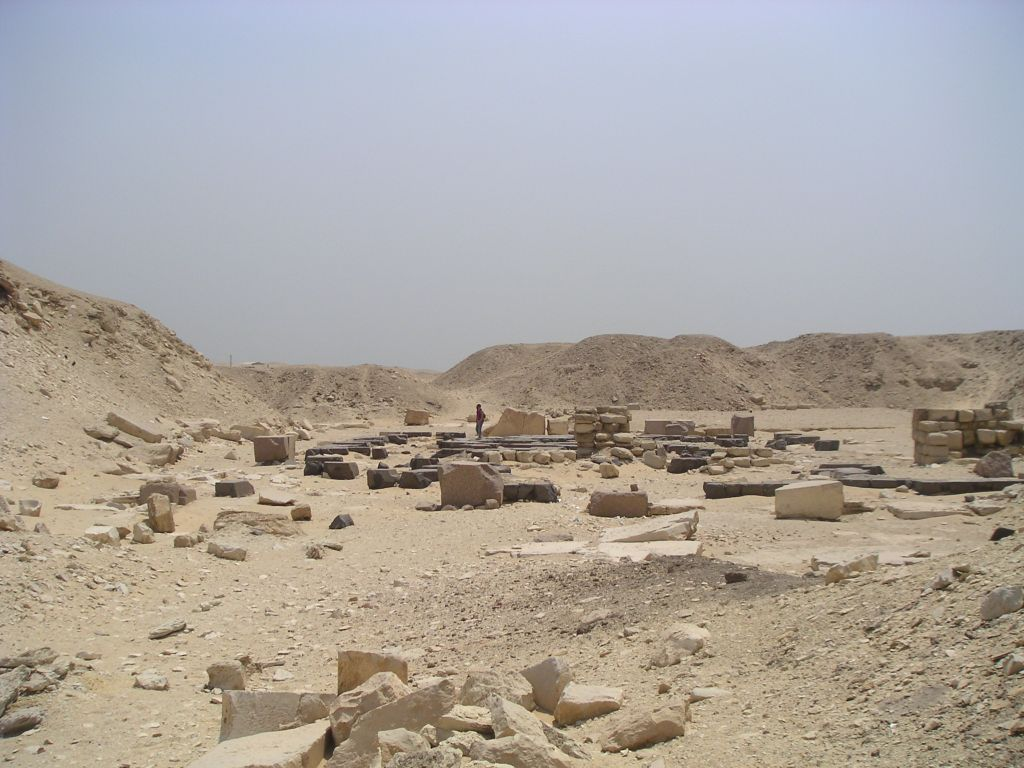
Ruinen des Totentempels
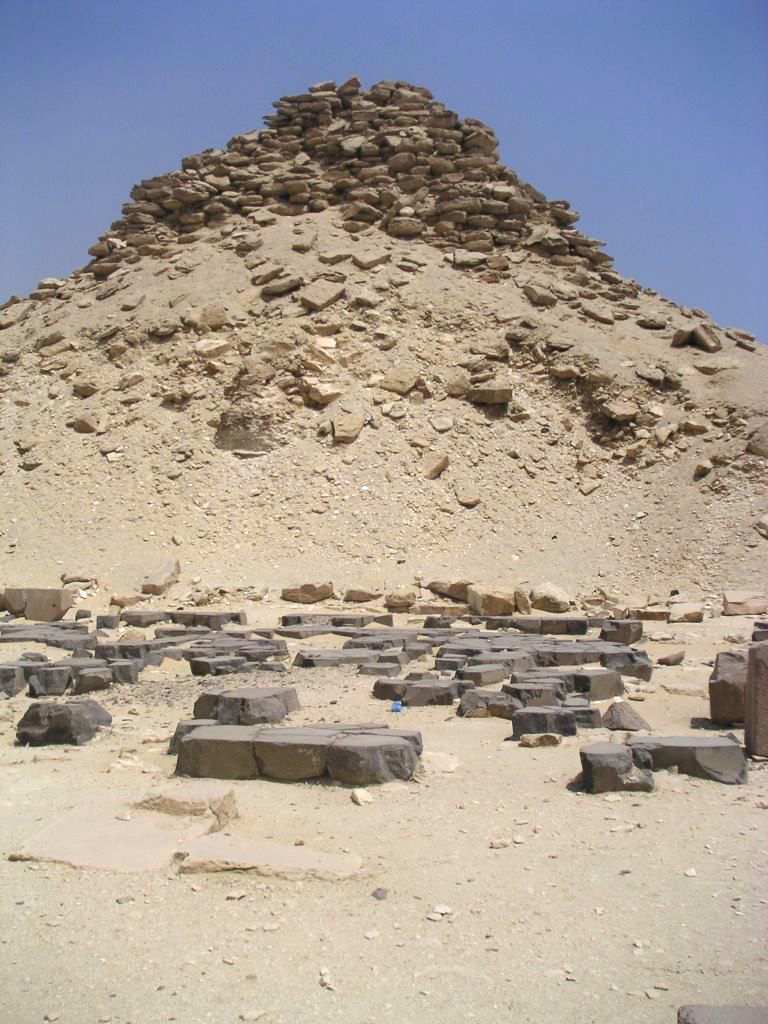
Ruinen des Totentempels mit Überresten des Basaltbodens

### Ostkapelle
Die für den Königskult notwendige Opferhalle befand sich nicht im Totentempel, sondern war als kleine Kapelle an der Ostseite der Pyramide realisiert. Diese Kapelle nahm somit den Platz ein, der in anderen Pyramidenkomplexen normalerweise vom Totentempel besetzt ist. Das Baumaterial war Kalkstein, jedoch bestanden zwei stützende Pfeiler aus Granit und der Fußboden aus Basalt. An der der Pyramide zugewandten Seite befand sich eine Scheintür aus Quarzit. Der Zugang erfolgte durch den Pyramidenhof, jedoch könnte auch ein Zugang direkt durch die Umfassungsmauer möglich gewesen sein.

### Königinnenpyramide der Neferhetepes(?)

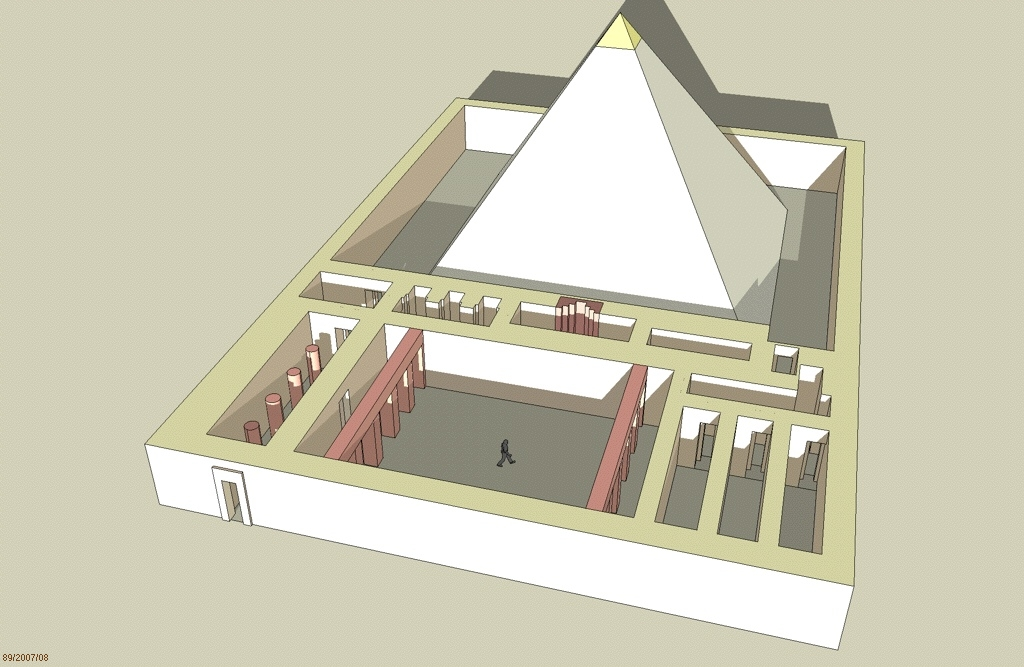
Rekonstruktion der Königinnenpyramide mit Tempel und Einfriedung

Die Pyramide der Königin lag als eigenständiger Pyramidenbezirk im Süden etwa 10 m entfernt von der Umfassungsmauer der Userkaf-Pyramide. Die Ausrichtung der Königinnenpyramide sowie der Einfriedung des Bezirks nach den Himmelsrichtungen entsprach der der Hauptpyramide. Da der Tempel auf der Ostseite lag, erstreckte sich der rechteckige Komplex in ostwestlicher Richtung. Der Name der hier beigesetzten Königin ist nicht direkt überliefert, jedoch deutet eine Inschrift im nahegelegenen Grab des Priesters Persen auf den Namen Neferhetepes.

#### Aufbau
Die Königinnenpyramide hatte bei einer Basislänge von 26,2 m und einer Seitenneigung von 52° ursprünglich eine Höhe von 16,8 m. Der Kern bestand wie der der Hauptpyramide aus grob behauenem lokalen Kalkstein, der in horizontalen Schichten auf drei Stufen verlegt war. Der Kernbereich war mit feinem Tura-Kalkstein verkleidet. Diese kleine Pyramide war in deutlich stärkerem Maße dem Steinraub ausgesetzt, so dass heute deutlich weniger Struktur erhalten ist als von der Hauptpyramide und Teile der Substruktur freiliegen.

#### Unterbau

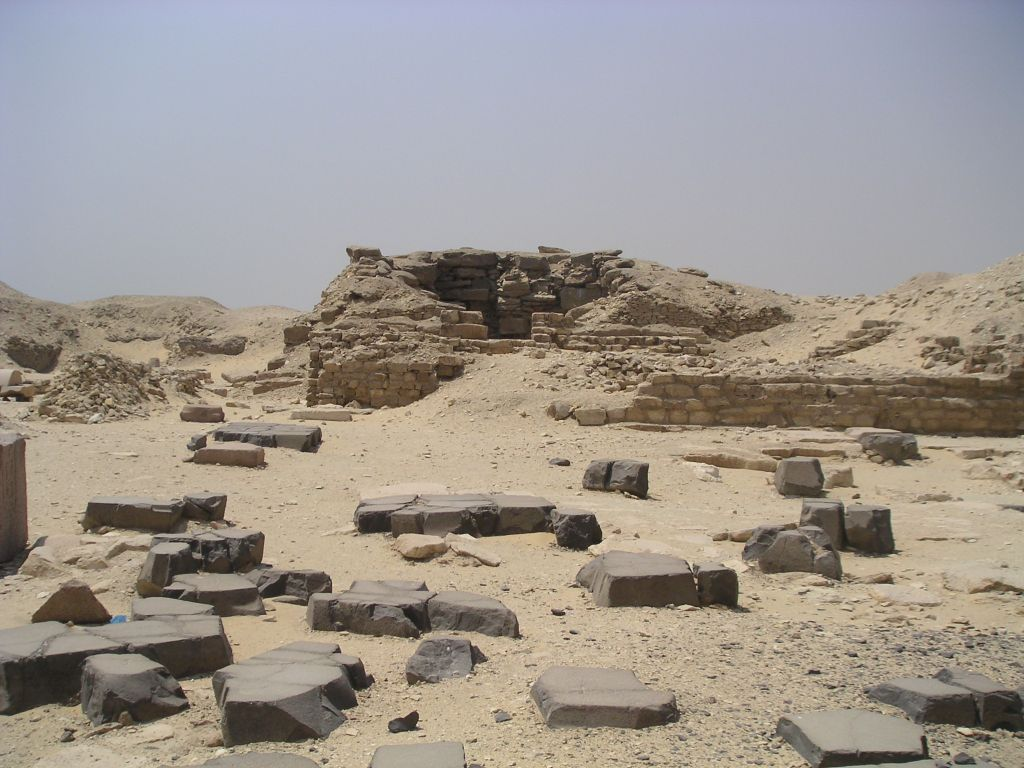
Überreste der Königinnenpyramide
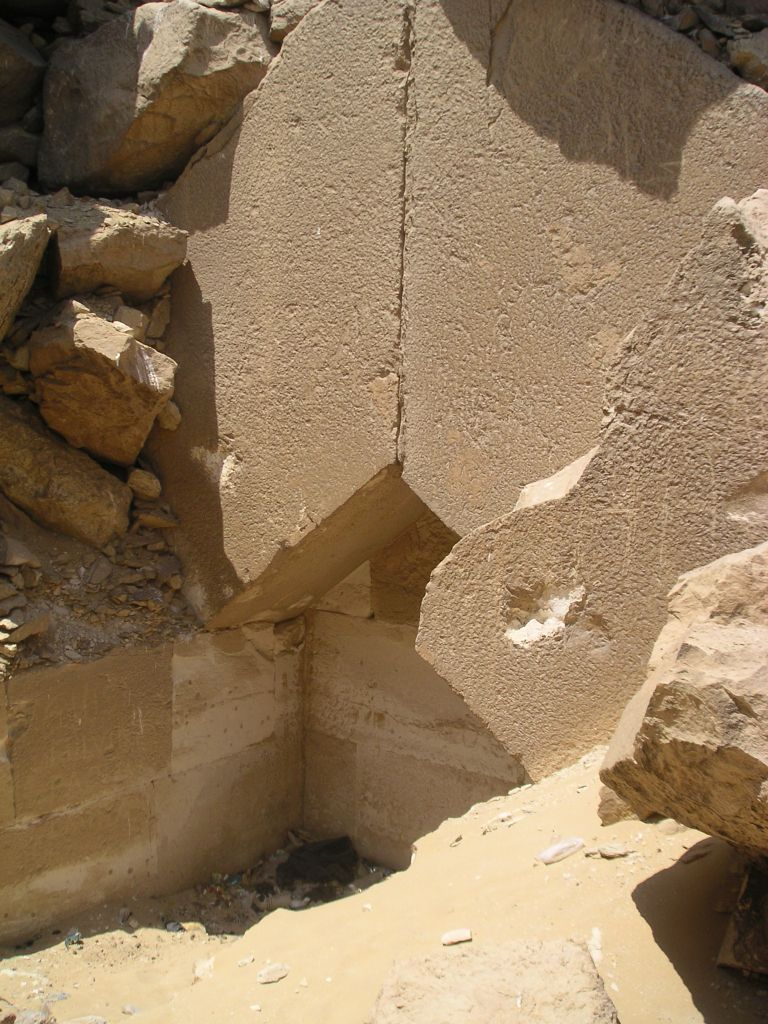
Überreste der Grabkammer der Königinnenpyramide

Die Substruktur der Königinnenpyramide besteht aus einem von Norden kommenden, ansteigenden Gang, der zu einer T-förmigen Vor- und Hauptkammer direkt unter der Pyramidenmitte führt. Die Kammer ist in ost-westlicher Richtung orientiert und besaß ein Giebeldach aus großen Kalksteinblöcken. Der Unterbau stellt somit eine verkleinerte Version des Unterbaus der Userkaf-Pyramide unter Auslassung der seitlichen Magazinkammern dar. Die Verkleidung der Grabkammer und deren Deckenblöcke bestanden aus feinem Tura-Kalkstein. Aufgrund der Zerstörung des Pyramidenkörpers liegt die Kammer heute frei und die teilweise noch vorhandenen Deckenblöcke sind sichtbar.

#### Komplex
Die Pyramide besaß einen eigenen Totentempel, der im Gegensatz zur Hauptpyramide an der üblichen Position auf der Ostseite lag. Aufgrund der deutlich geringeren Dimension des Königinnenkomplexes war es möglich, trotz der beengten Baufläche diesen in der üblichen Orientierung auszuführen. In den Überresten wurden Reliefdarstellungen gefunden, die einst die Wände des Tempels zierten. Durch die starke Zerstörung des Totentempels bleiben die bisherigen Rekonstruktionsversuche spekulativ. Die Überreste deuten auf einen offenen Pfeilerhof, eine Opferhalle an der Pyramidenwand, drei Statuennischen sowie Magazinkammern hin. Die Königinnenpyramide besaß keine eigene Kultpyramide.

## Nachträgliche Veränderungen
Während der Regierungszeit Ramses II. führte Prinz Chaemwaset Restaurierungsarbeiten an der Pyramide durch, die durch Inschriften auf Verkleidungssteinen bezeugt sind.
Im östlichen Teil des Totentempels wurde in der 26. Dynastie (Saïtenzeit) ein großes Schachtgrab angelegt, so dass dieser Bereich des Tempels stark zerstört und nur mit Schwierigkeiten zu rekonstruieren ist. Die Anlage des Schachtgrabs deutet darauf hin, dass der Tempel zu dieser Zeit bereits weitgehend zerstört war.

## Bedeutung
Mit der Userkaf-Pyramide begann nach den riesigen und sorgfältig gebauten Pyramiden der 4. Dynastie eine neue Ära im Pyramidenbau, in der einer deutlich ökonomischeren, wenngleich weitaus weniger haltbaren Bauweise der Vorzug gegeben wurde. Auch nahmen die Dimensionen auf eine Größe ab, die eine Vollendung während der Lebenszeit des Pharaos wahrscheinlicher werden ließ. Nach außen blieb das Erscheinungsbild der Pyramiden durch die feine Verkleidung gleich, doch nahm die Bedeutung der Pyramide gegenüber dem Totentempel ab.

### Allgemein
- Zahi Hawass: Die Schätze der Pyramiden. Weltbild, Augsburg 2004, ISBN 3-8289-0809-8, S. 48, 127, 237, 238, 239, 240, 242, 253, 259, 267, 290, 302, 329, 389.
- Jean-Philippe Lauer: Die Königsgräber von Memphis. Grabungen in Sakkara. Lübbe, Bergisch Gladbach 1988, ISBN 3-7857-0528-X.
- Mark Lehner: Geheimnis der Pyramiden. ECON, Düsseldorf 1997, ISBN 3-572-01039-X, S. 140 ff.: Die Userkaf-Pyramide.
- Rainer Stadelmann: Die ägyptischen Pyramiden. Vom Ziegelbau zum Weltwunder (= Kulturgeschichte der Antiken Welt. Band 30). 2., überarbeitete und erweiterte Auflage. Philipp von Zabern, Mainz 1991, ISBN 3-8053-1142-7, S. 159–164.
- Miroslav Verner: Die Pyramiden (= rororo-Sachbuch. Bd. 60890). Rowohlt-Taschenbuch-Verlag, Reinbek 1999, ISBN 3-499-60890-1, S. 306–313, 166, 295–299, 307–313, 315, 331, 345f., 352.

### Grabungspublikationen
- Cecil Mallaby Firth: Excavation of the Department of Antiquities at Saqqara. In: Annales du service des antiquités de l'Égypte. (ASAE) Nr. 29, 1929.
- Jean-Philippe Lauer: Le temple haut de la pyramide du roi Ouserkaf à Saqqarah. In: ASAE Nr. 53, 1955.
- Ahmed El-Khouli: Excavation at the pyramid of Userkaf. In: Journal of the Society for the Study of Egyptian Antiquities. (JSSEA) Nr. 15, 1985.
- Audran Labrousse, Jean-Philippe Lauer: Les complexes funéraires d'Ouserkaf et de Néferhétepès. – Bd. 1 und 2, In: Institut français d'archéologie orientale du Caire. (IFAO), 2000.